# Robert P. Lipski
Robert P. Lipski (ur. 1967) – polski tłumacz literatury angielskiej.
Zajmuje się głównie tłumaczeniem literatury fantasy i grozy, horrorów i trillerów popularnych autorów współczesnych, takich jak Stephen King, Anne Rice, Clive Barker, a także klasyków – M.R. Jamesa, Algernona Blackwooda. Przełożył dużą część twórczości Howarda Phillipsa Lovecrafta.
Ma na koncie również tłumaczenia komiksów.
W marcu 2010 ukazał się jego powieściowy debiut literacki – splatterpunkowy horror Pentagram ognia. Czas żywej śmierci.

## Tłumaczenia
Wybrane tłumaczenia:
- Bastion – Stephen King
- To – Stephen King
- Misery – Stephen King
- Uciekinier – Stephen King (pseud. R. Bachman)
- Coś na progu – H.P. Lovecraft
- Dagon – H.P. Lovecraft
- Czyhający w progu – H.P. Lovecraft
- W górach szaleństwa – H.P. Lovecraft
- Krew i złoto – Anne Rice
- Memnoch Diabeł – Anne Rice
- Opowieść o złodzieju ciał – Anne Rice
- Opowieści starego antykwariusza – M.R. James
- Trójka – Ken Follett
- Perswazja – Mark Billingham